# عدد شميت
عدد شميت (بالإنجليزي: Schmidt number) كمية لابعدية يعرف بأنه النسبة بين انتشار الزخم وتفكك الكتلة ، وسمي باسم المهندس الألماني إرنست هاينريش فيلهلم شميدت (1892-1975) و يرتبط فيزيائيًا بالسمك النسبي للطبقة الهيدرودينامية وطبقة حدود نقل الكتلة. نتج عن تحليلها العديد من التمديدات في مختلف مجالات الفيزياء.
صيغته
{\displaystyle {\mathit {Sc}}={\frac {\nu }{D}}={\frac {\mu }{\rho D}}={\frac {\mbox{viscous diffusion rate}}{\mbox{molecular (mass) diffusion rate}}}}
حيث أن :
- {\displaystyle \nu } لزوجة or ({\displaystyle {\mu }}/{\displaystyle {\rho }\,}) بوحدة (m2/s)
- {\displaystyle D} تفكك الكتلة (m2/s).
- {\displaystyle {\mu }} توتر سطحي للمائع (Pa•s or N•s/m² or kg/m•s)
- {\displaystyle \rho \,} كثافة المائع (kg/m³).